# Знаки почтовой оплаты Украины (2000)
Знаки почтовой оплаты Украины (2000) — перечень (каталог) знаков почтовой оплаты (почтовых марок), введённых в обращение почтой Украины в 2000 году.
В 2000 году была выпущена 71 памятная (коммеморативная) почтовая марка. Тематика коммеморативных марок охватывала юбилеи выдающихся деятелей культуры, памятники архитектуры Украины, знаменательные даты, виды представителей фауны и флоры и другие сюжеты. В обращение поступили марки номиналом от 0,1 до 3 гривен.
Кроме того, в 2000 году готовился, но не был введён в оборот выпуск стандартных почтовых марок «Гетманские гербы» с литерным номиналом «А», «В», «Г», «Д», «Е», «Є», «Ж», «І». Восемь почтовых миниатюр были созданы художником Алексеем Штанко, из них были заказаны в печать пять марок с наиболее востребованными номиналами («А», «В», «Г», «Д», «Ж»). Отпечатанный тираж не был перфорирован и позже был уничтожен в связи с обнаруженными дефектами изображения гербов и выявленными неточностями их дизайна. Было принято решение не выпускать данный выпуск в оборот, разработать новые сюжеты стандартных марок иного тематического направления и дизайна. Однако, несмотря на это, часть марок неперфорированного тиража попала к филателистам.
Все почтовые марки, введённые в обращение почтой Украины в 2000 году, напечатаны государственным предприятием «Полиграфический комбинат „Украина“».

## Список коммеморативных марок
Порядок следования элементов в таблице соответствует номеру по каталогу марок Украины на официальном сайте Укрпочты (укр. КМД УДППЗ «Укрпошта»), в скобках приведены номера по каталогу «Михель».
| № по каталогу | Изображение | Описание и источники | Номинал                    | Дата выпуска          | Тираж   | Художник                 |
| --- | ----------- | --- | -------------------------- | --------------------- | ------- | ------------------------ |
| № 293 (Mi #353) № 294 (Mi #354) № 295 (Mi #355) |             | Блок «2000-ліття християнства», спільний випуск Україна-Росія-Білорусь: Богоматір Оранта, XI ст. Мозаїка Софійського собору, Київ; Христос Вседержитель, XII ст. Фреска Спасо-Преображенської церкви, Полоцьк; Богоматір Володимирська, ікона, XII ст. Державна Третьяковська галерея, Москва. с укр. — «Блок «2000-летие христианства», совместный выпуск Украина—Россия—Беларусь: - Богоматерь Оранта, XI век. Мозаика Софийского собора, Киев - Христос Вседержитель, XII век. Фреска Спасо-Преображенской церкви, Полоцк - Богоматерь Владимирская, икона, XII век. Государственная Третьяковская галерея, Москва». | 0,80 гривны                | 5 января 2000 года    | 50 000  | Алексей Штанко           |
| № 296 (Mi #356) № 297 (Mi #357) № 298 (Mi #358) № 299 (Mi #359)                                                                                                 |             | Зчіпка «Мости»: Московський міст. Київ, 1976; Міст ім. Є. О. Патона. Київ, 1953; Парковий пішохідний міст. Київ, 1957; Метро міст. Київ, 1965. с укр. — «Сцепка «Мосты»: - Московский мост (Киев, 1976) - Мост имени Е. О. Патона (Киев, 1953) - Парковый пешеходный мост (Киев, 1957) - Мост Метро (Киев, 1976)». | 0,10 0,30 0,40 0,60 гривны | 29 января 2000 года   | 200 000 | М. Лашкевич              |
| № 300 (Mi #360) № 301 (Mi #361) № 302 (Mi #362) № 303 (Mi #363)                                                                                                 |             | Блок «Оперні театри України»: Київський; Одеський; Харківський; Львівський. с укр. — «Блок «Оперные театры Украины»: - Киевский - Одесский - Харьковский - Львовский». | 0,40 гривны                | 29 января 2000 года   | 50 000  | В. С. Митченко           |
| № 304 (Mi #364) |             | Блок «Пересопницька Євангелія. Середина XVI ст.». с укр. — «Блок «Пересопницкое Евангелие» (середина XVI века)». | 1,50 гривны                | 8 февраля 2000 года   | 50 000  | В. С. Митченко           |
| № 305 (Mi #365) |             | Оксана Петрусенко. с укр. — «Оксана Петрусенко». | 0,30 гривны                | 11 февраля 2000 года  | 200 000 | Катерина Штанко          |
| № 306 (Mi #366) |             | Славетні жінки України. Маруся Чурай. с укр. — «Серия «Знаменитые женщины Украины»: - Маруся Чурай». | 0,40 гривны                | 18 февраля 2000 года  | 200 000 | Алексей Штанко           |
| № 307 (Mi #368) |             | Серія «Гетьмани України»: Гетьман Іван Самойлович. с укр. — «Серия «Гетманы Украины»: - Гетман Иван Самойлович». | 0,30 гривны                | 3 марта 2000 года     | 200 000 | Юрий Логвин              |
| № 308 (Mi #367) |             | Серія «Гетьмани України»: Гетьман Данило Апостол. с укр. — «Серия «Гетманы Украины»: - Гетман Даниил Апостол». | 0,30 гривны                | 22 февраля 2000 года  | 200 000 | Юрий Логвин              |
| № 309 (Mi #369) |             | 50 років Всесвітньої метеорологічної організації (1950—2000). с укр. — «50-летие всемирной метеорологической организации». | 0,30 гривны                | 10 марта 2000 года    | 200 000 | Мария Гейко              |
| № 310 (Mi #370) |             | «EUROPA 2000» | 3,00 гривны                | 29 марта 2000 года    | 200 000 | Жан-Поль Кузин (Франция) |
| № 311 (Mi #371) № 312 (Mi #372) № 313 (Mi #373) № 314 (Mi #374) № 315 (Mi #375) № 316 (Mi #376)                                                                 |             | Блок «Писанки»: Поділля; Чернігівщина; Київщина; Одещина; Гуцульщина; Волинь. с укр. — «Блок «Писанки»: - Подолье - Черниговщина - Киевщина - Одещина - Гуцульщина - Волынь». | 0,30 0,70 гривны           | 28 апреля 2000 года   | 50 000  | Катерина Штанко          |
| № 317 (Mi #377) № 318 (Mi #378) |             | Зчіпка «Філателістичні виставки»: «WIPA 2000» Vien; «The Stamp Show 2000» London. с укр. — «Сцепка «Филателистические выставки»: - WIPA 2000 (Вена) - The Stamp Show 2000 (Лондон)». | 0,80 гривны                | 20 мая 2000 года      | 50 000  | Александр Кошель         |
| № 319 (Mi #379) |             | «Донецька область». с укр. — «Донецкая область». | 0,30 гривны                | 26 мая 2000 года      | 200 000 | Александр Калмыков       |
| № 320 (Mi #381) |             | «Київ». с укр. — «Киев». | 0,30 гривны                | 28 мая 2000 года      | 200 000 | Александр Калмыков       |
| № 321 (Mi #398) |             | «Волинська область». с укр. — «Волынская область». | 0,30 гривні                | 23 августа 2000 года  | 200 000 | Александр Калмыков       |
| № 322 (Mi #415) |             | «Автономна Республіка Крим». с укр. — «Автономная республика Крым». | 0,30 гривні                | 20 октября 2000 года  | 150 000 | Александр Калмыков       |
| № 323 (Mi #380) |             | «Національна філателістична виставка. Донбас — шахтарський край». с укр. — «Национальная филателистическая выставка: «Донбасс — шахтёрский край»». | 0,30 гривні                | 28 мая 2000 года      | 200 000 | А. Уточкин               |
| № 324 (Mi #382) |             | «Острог. 900 років». с укр. — «Острог. 900 лет». | 0,30 гривны                | 16 июня 2000 года     | 200 000 | Алексей Штанко           |
| № 325 (Mi #383) |             | Серія «Ігри XXVII Олімпіади»: стрибок у висоту. с укр. — «Серия «XXVII летние Олимпийские игры»: - прыжок в высоту». | 0,30 гривны                | 26 июня 2000 года     | 150 000 | В. Евтушенко             |
| № 326 (Mi #384) |             | Серія «Ігри XXVII Олімпіади»: Бокс. с укр. — «Серия «XXVII летние Олимпийские игры»: - бокс». | 0,30 гривны                | 26 июня 2000 года     | 150 000 | В. Евтушенко             |
| № 327 (Mi #385) |             | Серія «Ігри XXVII Олімпіади»: Човнярство. с укр. — «Серия «XXVII летние Олимпийские игры»: - парусный спорт». | 0,70 гривны                | 26 июня 2000 года     | 150 000 | В. Евтушенко             |
| № 328 (Mi #386) |             | Серія «Ігри XXVII Олімпіади»: Художня гімнастика. с укр. — «Серия «XXVII летние Олимпийские игры»: - художественная гимнастика». | 1,00 гривна                | 26 июня 2000 года     | 150 000 | В. Евтушенко             |
| № 329 (Mi #387) |             | Петро Прокопович. с укр. — «Пчеловод-изобретатель Пётр Прокопович». | 0,30 гривны                | 12 июля 2000 года     | 200 000 | Александр Кошель         |
| № 330 (Mi #388) № 331 (Mi #389) |             | Зчіпка серії «Суднобудування в Україні»: Лінійний корабель «Святий Павло»; Фрегат «Святий Миколай». с укр. — «Сцепка «Судостроение на Украине»: - линейный корабль «Святой Павел» - фрегат «Святой Николай»». | 0,40 0,70 гривны           | 14 июля 2000 года     | 200 000 | В. В. Руденко            |
| № 332 (Mi #390) № 333 (Mi #391) |             | Зчіпка «Тетяна Пата»: Кучерявки. Панно. 1950-ті рр.; Калина і птах. 1957 р. с укр. — «Сцепка «Татьяна Пата»: - Кучерявки (панно, 1950-е гг) - Калина и птица». | 0,40 гривны                | 21 июля 2000 года     | 200 000 | Наталия Гожа             |
| № 334 (Mi #392) |             | «Дубно. 900 років». с укр. — «Дубно. 900 лет». | 0,30 гривны                | 28 июля 2000 года     | 200 000 | Александр Калмыков       |
| № 335 (Mi #393) |             | «Обжинки». с укр. — «Обжинки». | 0,30 гривны                | 4 августа 2000 года   | 200 000 | Николай Кочубей          |
| № 336 (Mi #394) № 337 (Mi #395) № 338 (Mi #396) № 339 (Mi #397)                                                                                                 |             | Блок «Офіційні символи глави держави»: Прапор (штандарт) Президента України; Булава Президента України; Гербова печатка Президента України; Знак Президента України. с укр. — «Блок «Официальные символы главы государства»: - флаг (штандарт) президента украины - булава президента Украины - гербовая печать президента Украины - знак президента Украины». | 0,60 гривны                | 18 августа 2000 года  | 50 000  | А. Руденко               |
| № 340 (Mi #399) |             | «Київському поштамту 225 років». с укр. — «225 лет киевскому почтамту». | 0,30 гривны                | 3 сентября 2000 года  | 200 000 | Николай Кочубей          |
| № 341 (Mi #400) № 342 (Mi #401) |             | Зчіпка серії «Червона книга України»: Тритон звичайний; Саламандра плямиста.. с укр. — «Сцепка «Красная книга Украины»: - Тритон обыкновенный (Triturus vulgaris) - Саламандра пятнистая (Salamandra salamandra)». | 0,30 0,70 гривны           | 8 сентября 2000 года  | 200 000 | Геннадий Кузнецов        |
| № 343 (Mi #401) |             | «Юрій Дрогобич». с укр. — «Юрий Дрогобыч». | 0,30 гривны                | 12 сентября 2000 года | 200 000 | Алексей Штанко           |
| № 344 (Mi #401) № 345 (Mi #401) |             | Блок «Карпатський національний природний парк»: Брескул. 1911 м; Говерла. 2061 м. с укр. — «Блок «Карпатский национальный природный парк»: - Брескул (1911 м) - Говерла (2061 м)». | 0,80 гривны                | 15 сентября 2000 года | 50 000  | А. Жаровский             |
| № 346 (Mi #405) № 347 (Mi #406) № 348 (Mi #407) № 349 (Mi #408) № 350 (Mi #409) № 351 (Mi #410) № 352 (Mi #411) № 353 (Mi #412) № 354 (Mi #413) № 355 (Mi #414) |             | Блок «Квіти»: Чорнобривці; Ромашка;. Мальва; Мак; Барвінок; Волошка синя; Кручені паничі; Лілея; Півонія; Дзвоники. с укр. — «Блок «Цветы»: - Бархатцы - Ромашка - Мальва - Мак - Барвинок - Василёк синий - Ипомея - Лилия - Пион - Колокольчики». | 0,30 гривны                | 6 октября 2000 года   | 50 000  | Катерина Штанко          |
| № 356 (Mi #416) № 357 (Mi #417) № 358 (Mi #418) |             | Зчіпка «Мультфільми»: Івасик-Телесик; Кривенька качечка; Котик та Півник. с укр. — «Сцепка «Украинские мультфильмы»: - Ивасик-Телесик - Кривая уточка - Котёнок и петушок». | 0,30 гривны                | 3 ноября 2000 года    | 300 000 | Н. Чурилов               |
| № 359 (Mi #419) |             | Новий Рік. с укр. — «Новый год». | 0,30 гривны                | 24 ноября 2000 года   | 300 000 | В. Евтушенко             |
| № 360 (Mi #420) |             | Серія «Церкви»: Церква святого Онуфрія XVII ст., м. Львів. с укр. — «Серия «Церкви»: церковь Святого Онуфрия (XVII век, г. Львов)». | 0,30 гривны                | 8 декабря 2000 года   | 200 000 | И. М. Крислач            |
| № 361 (Mi #421) |             | Серія «Церкви»: Церква Різдва Пресвятої Богородиці XVII ст., с. Велике, Львівська обл. с укр. — «Серия «Церкви»: церковь Рождества Пресвятой Богородицы XVII век, с. Великое, Львовской обл.». | 0,30 гривны                | 8 декабря 2000 года   | 200 000 | И. М. Крислач            |
| № 362 (Mi #422) |             | Серія «Церкви»: Воскресенська церква, XVIII ст., м. Суми. с укр. — «Серия «Церкви»: Воскресенская церковь (XVIII век, г. Сумы)». | 0,70 гривны                | 8 декабря 2000 года   | 200 000 | И. М. Крислач            |
| № 363 (Mi #423) |             | Блок «Володимир Великий». с укр. — «Блок «Владимир Великий»». | 2,00 гривны                | 15 декабря 2000 года  | 50 000  | Алексей Штанко           |

## Комментарии
1. ↑  Коммеморативные марки — обобщённое название специальных художественных (памятных, юбилейных и других) почтовых марок. Для упрощения терминологии в случаях, когда требуется лишь подчеркнуть, что данная марка не является общеупотребляемой (то есть стандартной), под термином «коммеморативная марка» подразумевают, кроме перечисленных выше, также тематические (рисунки которых, посвящены определённой теме коллекционирования) марки. Также все упомянутые марки, объединённые термином «коммеморативная», имеют общую черту: как правило, такие марки изготовляются на высоком полиграфическом уровне[3].
2. ↑  Ниже приведён перечень памятных художественных марок (с возможностью сортировки по номиналу, тиражу и дате введения в обращение).